# Максимовка (Вологодская область)
Максимовка — посёлок в Грязовецком районе Вологодской области.
Входит в состав Вохтожского муниципального образования (до 7 марта 2013 года входил в Каменское муниципальное образование), с точки зрения административно-территориального деления — в Каменский сельсовет.
В посёлке расположена платформа Прудовица Монзенской железной дороги. Когда-то здесь был лесопункт, действовал нижний склад, на который хлысты поступали по узкоколейной железной дороге. К началу 1970-х годов нижний склад был демонтирован, Прудовицкая узкоколейная железная дорога — разобрана. В соответствии с приказом от 8 июня 1971 года разъезд Прудовица Монзенской железной дороги был официально закрыт.
Расстояние по автодороге до районного центра Грязовца — 107 км. Ближайший населённый пункт — Истопный.

## История
В 1966 г. указом президиума ВС РСФСР поселок лесного квартала № 60 переименован в Максимовка.

## Население
| 2010 |
| ---- |
| 10   |